# Zealandotachina quadrivittata
Zealandotachina quadrivittata är en tvåvingeart som beskrevs av Malloch 1938. Zealandotachina quadrivittata ingår i släktet Zealandotachina och familjen parasitflugor. Inga underarter finns listade i Catalogue of Life.